# Сафин, Вафа Сафинович
Вафа Сафинович Сафин (1919—2003) — советский работник промышленности, Герой Социалистического Труда.

## Биография
Родился 23 октября 1919 года в деревне Тугаево, ныне Зеленодольского района Татарстана. После окончания семи классов подростком Сафин приехал в Зеленодольск, где окончил при заводе им. Горького фабрично-заводское училище. После обучения, с 1934 по 1938 годы он работал слесарем-ремонтником на заводе им. Горького. А с 1938 по 1941 годы — слесарем на заводе им. Серго.
C началом Великой Отечественной войны ушел на фронт. Воевал на 2-м Украинском, Северо-Западном, Степном и Белорусском фронтах. Участвовал в боях на Курской дуге, в Ясско-Кишиневской операции, освобождал Болгарию и Румынию. А после демобилизации, в 1946 году, вернулся на завод им. Серго — работал в цехе № 19, возглавлял бригаду слесарей до 1980 года, когда ушел на заслуженных отдых.
Кроме производственной, Вафа Сафинович принимал участие в трудовом воспитании молодежи, сотрудничал с заводским музеем трудовой и боевой славы, был постоянным гостем на уроках Мужества в учебных заведениях города. Также избирался членом Зеленодольского горкома и обкома КПСС. Его имя было занесено в Книгу почета завода.

## Награды
- Указом Президиума Верховного Совета СССР в 1971 году Вафе Сафиновичу Сафину было присвоено звание Героя Социалистического Труда с вручением ордена Ленина и золотой медали «Серп и Молот».
- За военные подвиги был награждён орденом Отечественной войны I степени, медалями «За отвагу», «За победу над Германией в Великой Отечественной войне 1941—1945 гг.», а также другими медалями за послевоенный труд.